# Balugodu, Virajpet
Balugodu là một làng thuộc tehsil Virajpet, huyện Kodagu, bang Karnataka, Ấn Độ.